# عبد الجبار الخضيري
عبد الجبار جلبي الخضيري (1879-1939)، هو رجل أعمال وسياسي عراقي، ولد في بغداد. هو ابن التاجر البغدادي ( عبد الرزاق جلبي الخضيري).

## المولد والنشأة
ولد في بغداد عام 1879، وتعلم القراءة والكتابة والقرآن الكريم بعد تحصيله الدراسي.

## التجارة
- مارس عبد الجبار جلبي الخضيري النشاط التجاري في الحلة لفترة قليلة ثم إنتقل إلى البصرة حيث أسس شركة الخضيري للنقل النهري لنقل المسافرين والبطائع من وإلى البصرة وبغداد
- وعند تاسيس غرفة تجارة البصرة عام 1926 كان عبد الجبار الخضيري أحد المؤسسين كان رئيسها الأول عبد الجبار الخليل والرئيس الثاني عبد الجبار جلبي الخضيري وبعد وفاة عبد الجبار الخليل أصبح عبد الجبار الخضيري رئيس غرفة تجارة البصرة.[4][5]
- عمل عبد الجبار الخضيري في التجارة والاستيراد والتصدير والعقارات والبساتين.

## السياسة
انتخب نائب عن البصرة عام 1932 ناهض الاحتلال البريطاني للعراق وساند ثورة العشرين.
وبعد وفاته صار قصره في بغداد متحفاً لمقتنيات الزعيم العراقي الراحل عبد الكريم قاسم.

## وفاته
توفي عبد الجبار جلبي الخضيري في البصرة في 29 تشرين الأول 1939. ودفن في مقبرة الحسن البصري.